# Архангельский, Николай Васильевич
Никола́й Васи́льевич Арха́нгельский (10 апреля 1921, Красномыльское, Екатеринбургская губерния — 14 января 1945, Радом, Генерал-губернаторство) — участник Великой Отечественной войны, Герой Советского Союза (1944).
В годы Великой Отечественной войны Николай Васильевич Архангельский — заместитель командира эскадрильи 57-го бомбардировочного авиационного полка 221-й бомбардировочной авиационной дивизии 16-й воздушной армии 1-го Белорусского фронта, старший лейтенант. Во время Великой Отечественной войны, экипаж под командованием Архангельского Н. В., ценой собственной жизни совершил подвиг, направив свой подбитый самолет на располагающиеся на земле силы немецко-фашистских захватчиков.

## Биография
Николай Васильевич Архангельский родился 10 апреля 1921 года в семье учителей (в некоторых официальных биографиях — в семье рабочего) в селе Красномыльском Красномыльского сельсовета Красномыльской волости (в других источниках — в селе Осеево Осеевского сельсовета Барневской волости) Шадринского уезда Екатеринбургской губернии РСФСР, ныне село Красномыльское входит в Шадринский муниципальный округ, а Осеево — в черте города Шадринска Курганской области. Русский. Отец, Василий Алексеевич, происходил из многодетной священнической семьи, закончил Екатеринбургскую семинарию, дед — Алексей Макарович, священник, канонизирован Русской православной церковью как новомученик. Когда Николаю было 4 года, мать Нина Петровна умерла от туберкулеза. В воспитании Николая и его младшей сестры Ларисы стала помогать сестра отца Мария Алексеевна.
В 1933 году его отца командировали Тюменский Север для организации школ. Отец, Василий Алексеевич Архангельский, работал в селе Мужи (Ямало-Ненецкий автономный округ), куда приехал вместе с женой Лидией Фёдоровной, сыновьями Николаем, Владимиром, дочерью Ларисой. Затем работал директором Полноватской, Казымской, Шурышкарской и Кондинской (ныне Октябрьской) школ. Окончив семилетку в селе Кондинском, поехал учиться в Шадринск, чтобы поступить в аэроклуб и стать лётчиком. В 1940 году окончил среднюю школу № 9 города Шадринска. Здесь вступил в ВЛКСМ. Так как в лётное училище принимали только детей рабочих, то Николай после школы устроился работать учеником слесаря на Челябинский тракторный завод им. И. В. Сталина. Одновременно окончил вечернюю школу и занимался в аэроклубе.
В августе 1940 года призван Тракторозаводским РВК г. Челябинска в Рабоче-крестьянскую Красную Армию. Поступил в 1-ю Чкаловскую военно-авиационную школу пилотов. В ноябре 1941 года он был направлен пилотом в 9-й запасной авиационный полк.
В марте 1942 года сержант Архангельский прибыл в 57-й ближнебомбардировочный авиационный полк, назначен летчиком во 2-ю эскадрилью. Полк находился на переформировании и получал новые самолеты — американские Дуглас А-20 Хэвок/ДБ-7 Бостон. С 24 июня 1942 года на фронте. Через месяц старший сержант Архангельский получил первый орден. 10 июля 1942 года получил приказ: разведать обстановку в районе Россоши, где находился опорный пункт немцев. Над линией фронта Архангельский пролетел благополучно. Но сам город был плотно прикрыт зенитными батареями. У самолёта загорелся левый мотор. Лётчику удалось сбить пламя, и он продолжал выполнять задание командования. Приказом командующего войсками Сталинградского фронта за доставку важных разведданных и умелые действия в сложной боевой обстановке Николай Архангельский был удостоен первой награды — ордена Красной Звезды. Вскоре Архангельский стал опытным воздушным разведчиком.
За год боевой жизни на Юго-Западном фронте Н. В. Архангельский совершил 104 боевых вылета, из них 54 на разведку аэродромов и передвижения крупных сил противника. При этом экипаж самолёта уничтожил 13 самолётов противника при бомбежках аэродромов и два сбил в воздушных боях. В июне 1943 года присвоено звание младший лейтенант. На Центральном и 1-м Белорусском фронтах Архангельский сделал ещё 106 боевых вылетов. Член ВКП(б) с 1943 года.
Летом 1943 года маршал авиации А. А. Новиков от имени президента США вручил медаль «За выдающиеся заслуги» советским летчикам. В числе награждённых был Николай Архангельский.
К концу июня 1944 года заместитель командира эскадрильи 57-го бомбардировочного авиационного полка лейтенант Николай Архангельский произвел 210 боевых вылетов на разведку, фотографирование и бомбардировку живой силы и техники противника. Лично сбил самолет врага. Представление на присвоение звания Герой Советского Союза подписали командующий 16-й воздушной армией Герой Советского Союза генерал-лейтенант С. И. Руденко и командующий 1-м Белорусским фронтом генерал-полковник К. К. Рокоссовский.
После вручения высоких правительственных наград командование предложило отважному лётчику поехать учиться в Военно-воздушную академию. Но он вернулся на фронт.
14 января 1945 года полк находился в боевой готовности для действий по артиллерийским позициям в районе Бжуза (пол. Brzóza) ландрейса Радом (пол. Landkreis Radom) дистрикта Радом Области Государственных Интересов Германии, ныне село входит в Козеницкий повят Мазовецкого воеводства Польши и вёл разведку погоды по маршруту и в районе цели. В 9:11 — 9:58 полк тремя мелкими группами в составе 14 самолетов произвёл вылет с задачей бомбардировать артиллерийско-миномётные батареи в районе Бжуза. Задание не выполнено по причине плохих метеоусловий. Группы возвратились из района Пшитык (пол. Przytyk), ныне гимна Пшитык Радомского повята Мазовецкого воеводства. В 11:52 вылетевший на разведку погоды по маршруту и в районе цели самолёт заместителя командира авиаэскадрильи 57 Бомбардировочного авиационного Калинковичского полка старшего лейтенанта Архангельского потерпел катастрофу, при ударе о землю взорвался на подвешенном боекомплекте. В условиях плохих метеоусловий (туман с низкой облачностью до 50 метров) самолёт обледенел и стал терять управление. Внизу находилось вражеская территория. Экипаж принял решение направить его в скопление вражеских войск. Обледеневший бомбардировщик столкнулся с землёй, экипаж погиб. Экипаж заместителя командира эскадрильи старшего лейтенанта Николая Васильевича Архангельского в составе: штурман звена лейтенант Иван Кузьмич Пономарёв; воздушный стрелок-радист старший сержант Григорий Петрович Якименко; воздушный стрелок старший сержант Иван Иванович Аксенович.
Однополчане похоронили останки отважного экипажа в братской могиле в парке города Радзынь-Подляский Радзыньского повята Люблинского воеводства Польши. Ныне католическое кладбище на улице Козирынок, участок A.

## Награды
- Указом Президиума Верховного Совета СССР от 26 октября 1944 года за образцовое выполнение заданий командования и проявленные мужество и героизм в боях с немецко-фашистскими захватчиками гвардии лейтенанту Архангельскому Николаю Васильевичу присвоено звание Героя Советского Союза с вручением ордена Ленина и медали «Золотая Звезда» (№ 3073)[12]
- Орден Красного Знамени, 25 февраля 1943 года[13]
- Орден Отечественной войны II степени, 21 марта 1943 года[14]
- Орден Красной Звезды, 9 августа 1942 года[15]
- Медаль Соединённых Штатов Америки «За выдающиеся заслуги», 15 июня 1943 года.

## Память
- Улицы, носящие имя Героя, есть в городе Шадринске[16] и в селе Мужи.
- Водолазный катер «Николай Архангельский», проект РВН-376, тип «Ярославец», построен в 1967 году, порт приписки Салехард, бороздил воды Оби. В июле 2002 года переименован в «Полуй-1»[17], в настоящее время списан на металлолом.
- Бюст Героя установлен в городе Ханты-Мансийске на «Аллее славы», в парке Победы 4 мая 2005 года — 61°00′14″ с. ш. 69°01′14″ в. д.HGЯO[18][19].
- Имя Н.В. Архангельского присвоено 21 августа 2015 года средней школе в посёлке городского типа Октябрьское, Ханты-Мансийского автономного округа - Югра[20]
  - Бюст около МБОУ «Октябрьская средняя общеобразовательная школа имени Героя Советского Союза Николая Васильевича Архангельского», открыт 1 сентября 2016 года, Ханты-Мансийский автономный округ — Югра, Октябрьский район, п. Октябрьское, ул. Советская, 29 — 62°27′21″ с. ш. 66°02′32″ в. д.HGЯO[21]
- Имя Н.В. Архангельского присвоено средней школе в селе Мужи, Ямало-Ненецкого автономного округа[22].
- Памятная доска около здания МБОУ «Мужевская средняя общеобразовательная школа имени Н.В. Архангельского», Ямало-Ненецкий автономный округ, Шурышкарский район, село Мужи, ул. Истомина, 9 — 65°23′39″ с. ш. 64°41′54″ в. д.HGЯO
- Имя Архангельского было присвоено школе № 9 г. Шадринска, Курганской области Советом Министров РСФСР 7 мая 1990 года; в 1990 году преобразована в гимназию; ныне МБОУ «Гимназия № 9». Внутри гимназии установлен бюст Героя[23]. Также в этой школе есть музей, посвященный Николаю Васильевичу.
- Имя Н.В. Архангельского присвоено 22 апреля 2021 года средней школе в селе Красномыльском Шадринского района Курганской области[24]. Внутри школы установлен бюст Героя[25].